# Clemente Russo
Clemente Russo (* 27. Juli 1982 in Marcianise, Provinz Caserta) ist ein ehemaliger italienischer Boxer im Schwergewicht.

## Boxkarriere

### Vereine
Russo begann laut eigener Aussage im Alter von etwa 10 Jahren im Club Excelsior von Marcianise mit dem Boxsport, wo er von Domenico Brillantino, Domenico Iodice, Angelo Musone und Giuseppe Foglia trainiert wurde. Nach dem ersten nationalen Titelgewinn wurde er in die Nationalmannschaft des Jugendtrainers Valerio Nati einberufen. Als Erwachsener trainierte er bei Fiamme Oro, der Sportabteilung der Staatspolizei Polizia di Stato. 2012 wechselte er zu Fiamme Azzurre, der Sportabteilung der Strafvollzugspolizei Polizia Penitenziaria, der er bis zu seinem Karriereende angehörte. Zu seinen Trainern zählten Patrizio Oliva Francesco Damiani und Maurizio Stecca. Mit rund 320 Kämpfen ist Russo bislang der Boxer mit den meisten Kämpfen in allen Kategorien des italienischen Boxsports.

### Jugenderfolge
Er gewann fünf nationale Meistertitel im Nachwuchsbereich, sowie jeweils eine Bronzemedaille im Weltergewicht bei den Kadetten-Europameisterschaften 1997 in Bitola und 1998 in Jūrmala. Im Jahr 2000 gewann er eine Bronzemedaille im Halbschwergewicht bei der Junioren-Weltmeisterschaft in Budapest.

### Italienische Meisterschaften
Russo wurde bei den Erwachsenen achtmal Italienischer Meister; 2001 und 2003 im Halbschwergewicht, 2002, 2004, 2005, 2006 und 2007 im Schwergewicht, sowie 2020 im Superschwergewicht. Zwischen 2008 und 2020 hatte er, für italienische Spitzenboxer üblich, nicht an den nationalen Meisterschaften teilgenommen, um sich auf seine internationalen Wettkämpfe zu konzentrieren.

### EU-Meisterschaften und Mittelmeerspiele
Bei EU-Meisterschaften unterlag er 2003 in Straßburg und 2004 in Madrid jeweils im Viertelfinale des Halbschwergewichts gegen John Dovi bzw. Constantin Bejenaru, während er 2005 in Cagliari unter anderem mit einem Sieg gegen Alexander Powernow die Goldmedaille im Schwergewicht erkämpfte. 2006 in Pécs verlor er im Viertelfinale des Schwergewichts gegen Vedran Đipalo und erreichte 2007 in Dublin nach Siegen gegen Terwel Pulew, John M’Bumba und Krzysztof Zimnoch, sowie einer Finalniederlage gegen Elias Pavlidis, den zweiten Platz im Schwergewicht.
2009 und bei den erst fünf Jahre später wieder ausgetragenen Meisterschaften 2014 nahm er nicht teil; die nächsten und bislang letzten EU-Meisterschaften fanden 2018 in Valladolid statt. Dabei schied Russo im Viertelfinale der Superschwergewichtsklasse gegen Ayoub Ghadfa aus.
Russo ist darüber hinaus im Schwergewicht Gewinner der Mittelmeerspiele 2005 in Almería und 2009 in Pescara.

### Europameisterschaften
Bei der Europameisterschaft 2002 in Perm verlor er noch in der Vorrunde der Halbschwergewichtsklasse gegen Mahamed Aryphadschyjeu und 2004 in Pula im Achtelfinale derselben Klasse gegen István Szűcs. 2006 in Plowdiw startete er im Schwergewicht und unterlag im Viertelfinale gegen Alexander Powernow. An den folgenden sieben europäischen Wettkämpfen nahm er nicht teil, ehe er bei den Europaspielen 2019 in Minsk im Superschwergewicht antrat, wobei er in der Vorrunde gegen Marko Milun ausschied.

### Weltmeisterschaften
Russo nahm im Halbschwergewicht an der Weltmeisterschaft 2003 in Bangkok und den Militärweltspielen 2003 in Catania teil, wo er im Achtelfinale gegen Mahamed Aryphadschyjeu bzw. im Viertelfinale gegen Vüqar Ələkbərov ausschied. 2004 in Fort Huachuca gewann er die Militär-Weltmeisterschaft im Schwergewicht, wobei ihm auch ein Sieg gegen Dieter Roth gelang. Anschließend nahm er an keinen Militärmeisterschaften mehr teil.
Bei der WM 2005 in Mianyang unterlag er im Achtelfinale des Schwergewichts gegen Jasur Matschanov, gewann jedoch 2007 in Chicago nach Siegen gegen Danny Price, Lukáš Viktora, Alexander Powernow, Milorad Gajović, Yushan Nijiati und Rachim Tschachkijew die Goldmedaille im Schwergewicht. 2009 in Mailand verlor er im Achtelfinale gegen Jegor Mechonzew, nachdem er zuvor Julio Castillo und Wassili Lewit besiegt hatte. 2013 in Almaty wiederholte er den Gewinn der Goldmedaille im Schwergewicht, nachdem er sich jeweils gegen Levan Guledani, Jim Andreasen, Marko Ćalić, Teymur Məmmədov und Jewgeni Tischtschenko durchgesetzt hatte.

### Olympische Spiele
Russo erreichte 2004 beim olympischen Qualifikationsturnier in Plowdiw mit Siegen gegen Tornike Ivelashvili, Mahamed Aryphadschyjeu und Daugirdas Šemiotas einen Startplatz bei den Olympischen Spielen 2004 in Athen, wo er in der Vorrunde des Halbschwergewichts gegen den späteren Olympiasieger Andre Ward ausschied.
Durch den WM-Titelgewinn 2007 war er automatisch für die Olympischen Spiele 2008 in Peking qualifiziert und erreichte dort mit Siegen gegen Wiktar Sujeu, Oleksandr Ussyk und Deontay Wilder das Finale im Schwergewicht, wo er diesmal gegen seinen WM-Finalgegner von 2007, Rachim Tschachkijew, unterlag.
Durch den Gewinn der WSB-Einzelwertung im Schwergewicht war er auch für die Olympischen Spiele 2012 in London qualifiziert und drang mit Siegen gegen Tumba Silva, José Larduet und Teymur Mammadov erneut in das Schwergewichtsfinale vor, wo er diesmal knapp gegen Oleksandr Ussyk verlor.
Aufgrund seiner Ranglistenplatzierung in der semiprofessionellen APB-Liga erhielt er auch einen Startplatz für die Olympischen Spiele 2016 in Rio de Janeiro. Im Schwergewicht startend siegte er gegen Hassan Chagtemi, schied dann aber im Viertelfinale gegen den späteren Olympiasieger Jewgeni Tischtschenko aus.

### WSB/APB
In der ab 2010/11 als Mannschafts-Weltmeisterschaft organisierten World Series of Boxing (WSB) führte er als Kapitän das italienische Team Italia Thunder zum WSB-Titelgewinn 2012, nachdem er zuvor schon die Individualwertung 2011 gewonnen hatte. Er blieb im genannten Zeitraum ungeschlagen und siegte unter anderem gegen den späteren Olympiasieger Tony Yoka (2×) und den Weltmeister Məhəmmədrəsul Məcidov. Mit diesen Erfolgen sicherte er sich die Olympiateilnahme 2012. Bis zum Ende der Saison 2014 gewann er 19 von 22 Kämpfen und boxte 2017/18 nochmals in der WSB, wo er zwei von vier Kämpfen gewann.
Im August 2014 wurde auch seine Teilnahme an der semiprofessionellen Liga AIBA Pro Boxing (APB) bekanntgegeben, wobei er sich im Turniermodus zweimal für den APB-Titelkampf gegen Alexei Jegorow qualifizierte, dem er jedoch beide Male unterlag. Durch das Erreichen des zweiten Titelkampfes hatte er sich auch für die Olympischen Spiele 2016 qualifiziert.

### Karriereende
Nachdem er aufgrund einer COVID-19-Erkrankung nicht an den Qualifikationsturnieren für die Olympischen Spiele 2020 teilnehmen konnte und auch die vom Olympischen Komitee Italiens beantragte Wildcard durch das Internationale Olympische Komitee (IOC) abgelehnt worden war, verkündete er im Juli 2021 seinen Rücktritt vom Leistungssport.

## Sonstiges
Russo ist in Marcianise geboren und aufgewachsen. Er ist seit 2008 mit der ehemaligen Judoka Laura Maddaloni verheiratet und Vater von drei Töchtern. Während und nach seiner Boxkarriere wurde er auch durch TV-Auftritte, unter anderem in den Reality-Shows The Mole, La talpa, Big Brother und L'isola dei famosi, sowie als Hauptdarsteller im Filmdrama Tatanka und als Moderator der Live-Comedy-Sendung Colorado bekannt. Für seine sportlichen Erfolge wurde er 2008 mit dem Verdienstorden der Italienischen Republik in der Stufe Offizier, sowie mit der höchsten Auszeichnung des Nationalen Olympischen Komitees Italiens, dem Collare d’oro al merito sportivo, ausgezeichnet. 2009 wurde er in den Bundesrat und damit in das höchste Entscheidungsgremium des italienischen Boxverbandes (FPI) gewählt.
Er ist Mitgründer und Mitbetreiber eines 2019 eröffneten Sportzentrums in San Nicola la Strada, sowie seit 2021 Technischer Direktor der Sportabteilung Fiamme Azzurre der Strafvollzugspolizei Polizia Penitenziaria (Stand: April 2024).